# (9883) 1994 TU1
1994 تي يو 1 (ويعرف أيضًا باسم (9883) 1994 تي يو 1 وفق تسمية الكوكب الصغير) (بالإنجليزية: 1994 TU1)‏ هو كويكب ضمن حزام الكويكبات؛ وترتيبه 9883 من حيث الاكتشاف.
اكتُشف هذا الجُرم الفلكي بواسطة جون روجرز ‏ في 8 أكتوبر 1994.

## وصلات خارجية
- (9883) 1994 TU1 في قاعدة بيانات مختبر الدفع النفاث لأجرام النظام الشمسي الصغيرة

- الاكتشاف · مخطط المدار ·  العناصر المدارية · المعلمات المادية

- (9883) 1994 TU1 على موقع ويكي سكاي: DSS2, SDSS, GALEX, IRAS, Hydrogen α, X-Ray, Astrophoto, Sky Map, Articles and images